# Галашевцы
Галашевцы, Галаши (ингуш. Галашкахой) — историческое ингушское этнотерриториальное общество в районе среднего и нижнего течения реки Ассы и бассейна реки Фортанга. Галашевцы граничили на севере с сунженскими казаками, на северо-западе с назрановцами, на востоке с аккинцами, на юге с хамхинцами и цоринцами.

## Возникновение и принадлежность

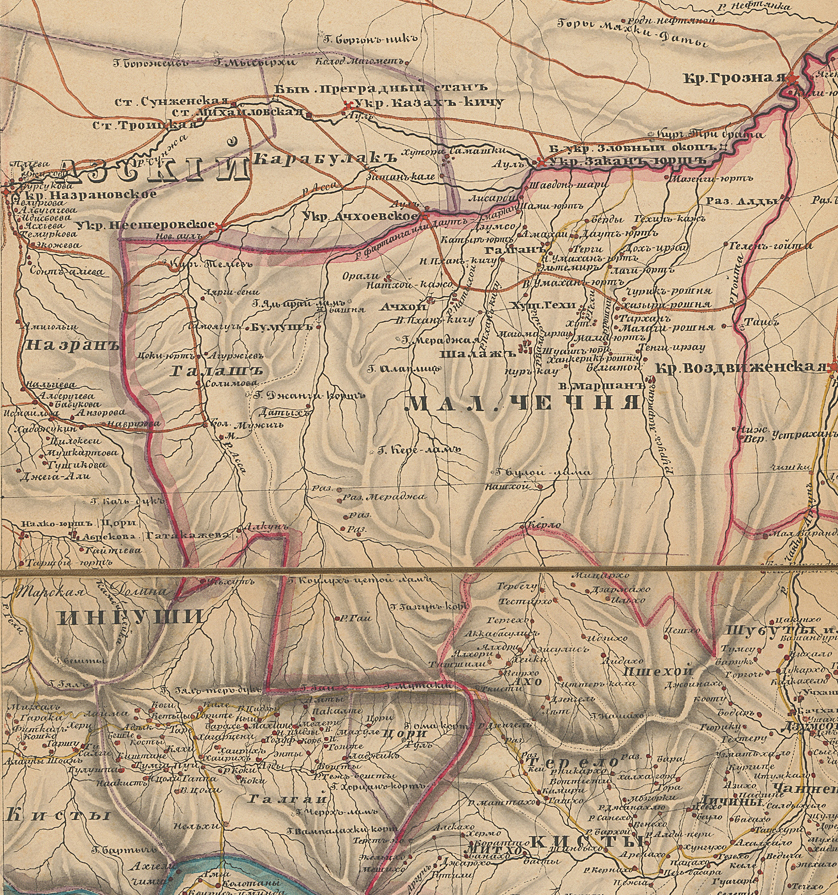
Область Галаш на карте Малой Чечни, 1847 год

Галашевцы — плоскостное (равнинное) общество, которое сформировалось из переселенцев из разных обществ горной полосы и имеет смешанное национальное происхождение. По версии Я. З. Ахмадова, общество сформировалось преимущество из переселенцев общества Галай, но также из обществ Мержой, Цечой и Ялхарой, а по версии М. Б. Долгиевой и др. авторов «Истории Ингушетии» (2013) — из переселенцев обществ Галгай, Цорой, Галай, Орстхой и Цечой.
Наименование общества связано с названием селения Галашки (сейчас в Сунженском районе Ингушетии). Название села Галашки означает «к галаям» и связано с обществом Галай, представители которого переселились из Галанчожа и основали селение Галашки.
В Российской империи галашевцами назывались жители среднего течения Ассы, которые официально рассматривались как ингуши. Современные исследователи рассматривают галашевцев как одно из ингушских обществ.

## История
Галашевцы сформировались не позже 1760-х годов. Поселения галашевцев были зафиксированы на карте 1768 года, где они отмечены как «Галачи» на месте впадения реки Ассы в реку Сунжу. По подсчёту ротмистра Батырова, на 1771 год галашевцы проживали в 13 деревнях и насчитывали 200 дворов.
В 1820-х годах галашевцы проживали преимущественно по левому берегу Ассы. По мнению Н. Г. Волковой, в то время в список из 10 галашевских поселений включили некоторые галгаевские и орстхоевские. В 1851 году галашевское общество включало в себя 30 аулов, 395 дворов, 2131 человек.
Во время Кавказской войны (1817—1864) Российская империя признавала галашевцев «непокоренными» или «полупокоренными», поскольку они никогда по-настоящему не подчинялись российскому правлению и продолжали совершать набеги на царские укрепления и поселения. Галашевцы активно участвовали на стороне Северо-Кавказского имамата и имели своё Галашкинское наибство. В марте 1840 года галашевцы и орстхойцы участвовали в восстании Чечни и своими депутатами вместе с чеченцами торжественно присягнули на верность имаму Шамилю, войдя в состав Малой Чечни — территориальной единицы Северо-Кавказского имамата.
В 1858 году галашевцы принимали участие в одном из последних крупных антиколониальных выступлений горцев — Назрановском восстании.